# 弗里德里希·瓦勒
弗里德里希·瓦勒（德語：Friedrich Waller，1920年3月18日—2004年2月15日），瑞士男子雪车运动员。他曾代表瑞士参加1948年冬季奥林匹克运动会雪车比赛，联同费利克斯·恩德里希获得男子双人金牌。